# Dana Incorporated
Dana Incorporated är ett amerikanskt verkstadsföretag, som tillverkar transmissionsutrustning för fordon. Det grundades 1904 av Clarence W. Spicer och har sitt säte i Maumee i Ohio. Det hade 2020 omkring 38 000 anställda i  141 anläggningar i 33 länder, varav 10 000 i Europa, och en omsättning på 7,1 miljarder US dollar.

## Historik
Ingenjören och uppfinnaren Clarence W. Spicer började 1904 tillverka kardanknutar i Plainfield, New Jersey. Året därpå bildades Spicer Universal Joint Manufacturing Company, vilket 1909 namnändrades till Spicer Manufacturing Company.
År 1914 anställdes Charles Dana i företaget. Denne köpte så småningom en majoritetsandel. Spicer Manufacturing Company börsnoterades på New York Stock Exchange 1922. Charles Dana tog över ledningen 1946, varvid företaget namnändrades till
Dana Corporation, medan namnet "Spicer" behölls som varumärke för bolagets drivlineprodukter.
Dana Incorporated gick i konkurs 2006, men rekonstruerades.

## Dana Incorporated i Sverige
Dana Incorporated köpte 2000 Nordiska Kardan AB, som tillverkar fordonsaxlar, av GKN.
År 2021 påbörjades uppförandet av en ny fabrik i Åmål för produktion av elmotorer för tunga fordon, i ett samriskföretag med det kanadensiska energiföretaget Hydro-Québec.